# Lakshmi (sjö i Antarktis)
Lakshmi är en sjö i Antarktis. Den ligger i Östantarktis. Norge gör anspråk på området. Lakshmi ligger 127 meter över havet. Den ligger vid sjöarna  Shel'fovoe Matangi och Karovoevatnet.
I övrigt finns följande vid Lakshmi:
- Jaya (en sjö)
- Matangi (en sjö)
- Vijaya (en sjö)